# منتخب أرمينيا لاتحاد الرغبي
منتخب أرمينيا الوطني لاتحاد الرغبي (بالأرمنية: Հայաստանի ռեգբիի ազգային հավաքական)‏ هو ممثل أرمينيا الرسمي في المنافسات الدولية في اتحاد الرغبي .